# Ponir
Ponir je naselje v mestu Banjaluka, Bosna in Hercegovina. 

## Deli naselja
Donji Ponir, Gornji Ponir, Kučuci, Kulmala, Ponir in Višekruna.

## Prebivalstvo
| Pregled števila prebivalcev po letih | Pregled števila prebivalcev po letih | Pregled števila prebivalcev po letih | Pregled števila prebivalcev po letih | Pregled števila prebivalcev po letih | Pregled števila prebivalcev po letih |
| ------------------------------------ | ------------------------------------ | ------------------------------------ | ------------------------------------ | ------------------------------------ | ------------------------------------ |
| 1948                                 | 1953                                 | 1961                                 | 1971                                 | 1981                                 | 1991                                 |
| -                                    | -                                    | 421                                  | 240                                  | 109                                  | 60                                   |

| Narodna sestava prebivalstva po letih                                                                                      | Narodna sestava prebivalstva po letih                                                                                       | Narodna sestava prebivalstva po letih                                                                                  |
| --- | --- | --- |
| 1971 | 1981 | 1991 |
| . skupaj: 240 Srbi 239 (99,58 %) Hrvati 0 (0,00 %) Muslimani 0 (0,00 %) Jugoslovani 1 (0,41 %) drugi in neznano 0 (0,00 %) | . skupaj: 109 Srbi 96 (88,07 %) Hrvati 0 (0,00 %) Muslimani 0 (0,00 %) Jugoslovani 11 (10,09 %) drugi in neznano 2 (1,83 %) | . skupaj: 60 Srbi 60 (100 %) Hrvati 0 (0,00 %) Muslimani 0 (0,00 %) Jugoslovani 0 (0,00 %) drugi in neznano 0 (0,00 %) |